# ماني إلياس
ماني إلياس (بالإنجليزية: Manny Elias)‏ هو طبال وموسيقي بريطاني، ولد في 1953 في كلكتا في الهند.

## وصلات خارجية
- ماني إلياس على موقع IMDb (الإنجليزية)
- ماني إلياس على موقع ميوزك برينز (الإنجليزية)
- ماني إلياس على موقع ديسكوغز (الإنجليزية)
- ماني إلياس على موقع قاعدة بيانات الفيلم (الإنجليزية)